# Bahjoi
Bahjoi é uma cidade e um município no distrito de Moradabad, no estado indiano de Uttar Pradesh.

## Geografia
Bahjoi está localizada a 28° 24′ N, 78° 37′ L. Tem uma altitude média de 192 metros (629 pés).

## Demografia
Segundo o censo de 2001, Bahjoi tinha uma população de 29,993 habitantes. Os indivíduos do sexo masculino constituem 52% da população e os do sexo feminino 48%. Bahjoi tem uma taxa de literacia de 52%, inferior à média nacional de 59.5%; com 60% para o sexo masculino e 40% para o sexo feminino. 18% da população está abaixo dos 6 anos de idade.